# 马萘雌酮
马萘雌酮（英語：Equilenin，也称作6,8-二脱氢雌酮，或雌甾-1,3,5(10),6,8-五烯-3-醇-17-酮）是一种天然的甾体雌激素，可在怀孕母马的尿液中发现。